# Каражар (Карагандинская область)
Каража́р (каз. Қаражар) — село в Бухар-Жырауском районе Карагандинской области Казахстана, административный центр Каражарского сельского округа. 

## География
Населённый пункт расположен на западе района, на правом берегу реки Шерубайнура, в 123 километрах к юго-западу от районного центра посёлка Ботакара, в 46 километрах к западу от областного центра города Караганда. Соседние населённые пункты: Асыл в 1,2 километрах к северу, Геологическое в 2,1 километрах к югу. Транспортное сообщение осуществляется автомобильной дорогой областного значения КМ-3 «Новодолинка—Шахан—Жанаталап км 0-34». Высота центра населённого пункта — 463 метров над уровнем моря. 

## Население
| Численность населения | Численность населения | Численность населения | Численность населения |
| 1989                  | 1999                  | 2009                  | 2021                  |
| --------------------- | --------------------- | --------------------- | --------------------- |
| 1341                  | ↘1094                 | ↘1067                 | ↘834                  |

национальный состав
Процентное соотношение численно-преобладающих национальностей села согласно переписи населения 1989 года:
| Национальность | Процентное соотношение |
| -------------- | ---------------------- |
| русские        | 41 %                   |
| немцы          | 32 %                   |
| другие         | 27 %                   |